# Boris Sokolower Bankgeschäft
Boris Sokolower Bankgeschäft (Dom Bankowy Boris Sokolower) – bank o kapitale żydowskim działający w Gdańsku w latach 1920–1938.

## Historia
Zarejestrowany w 1920 jako dom bankowy Sokolower & Baumblatt. Prawdopodobnie w 1926 jego głównym właścicielem został Boris Sokolower (1898-1954) i co było powodem zmiany nazwy na Boris Sokolower Bankgeschäft. Dom był notowany na Gdańskiej Giełdzie Papierów Wartościowych i Dewiz (Danziger Effekten- und Devisenbörse). W 1938 dom bankowy zlikwidowano, zaś od 1981 jego spadkobiercy prowadzą firmę brokerską Repex & Co., Inc. w Closter w stanie New Jersey.

## Siedziba
Przez cały okres działalności siedziba domu bankowego mieściła się przy Langer Markt 26 (obecnie Długi Targ) (1920-1938).